# Frunza și vrabia
Frunza și vrabia este un film românesc din 1971 regizat de Angela Buzilă.